# Universiteit van Sankt Gallen
De Universiteit van Sankt Gallen of HSG (Duits: Universität St. Gallen – Hochschule für Wirtschafts-, Rechts- und Sozialwissenschaften, Internationale Beziehungen und Informatik (HSG)) is een kleine Duitstalige universiteit in Sankt Gallen, Zwitserland die op 25 mei 1898 werd opgericht. De universiteit valt onder het kantonsbestuur Sankt Gallen.
Een personeelsstaf van 3.335 personen waaronder 105 professoren verzorgt onderzoek en onderwijs aan iets meer dan 9.000 studenten.
Tot de alumni van de instellingen behoren Elmar Ledergerber, Arthur Loepfe, Klaus Tschütscher, Roman Lombriser, Adrian Hasler, Martin Schmid, Benedikt Würth, Rolf Dobelli, Christoffel Brändli en Arno Theus.
- Gemeinsame Normdatei: 5149015-8
- Historisch woordenboek van Zwitserland: 010978
- International Standard Name Identifier: 0000 0001 2156 6618
- Library of Congress Control Number: n96114261
- Nationale Bibliotheek van Tsjechië: ko2006354457
- Nationale Bibliotheek van Israël: 987007581057505171
- Virtual International Authority File: 129837874